# 데이터 주권
데이터 주권(Data sovereignty)은 데이터가 수집된 국가의 법률 및 거버넌스 구조의 적용을 받는다는 개념이다. 데이터 주권의 개념은 데이터 보안, 클라우드 컴퓨팅, 네트워크 주권, 기술 주권과 밀접하게 연결되어 있다. 모호하게 정의되어 정책 입안에서 포괄적인 용어로 사용될 수 있는 기술 주권과 달리 데이터 주권은 특히 데이터 자체를 둘러싼 질문과 관련이 있다. 데이터가 한 국가 내 법률 및 거버넌스 구조의 적용을 받는다는 개념인 데이터 주권은 일반적으로 원주민 그룹 및 식민지 이후 국가의 원주민 자치와 관련하여 또는 초국적 데이터 흐름과 관련하여 두 가지 방식 중 하나로 논의된다. 후자의 경우는 새로운 선집에서 광범위하게 다루어진다. 클라우드 컴퓨팅이 부상하면서 많은 국가에서 데이터 통제 및 저장에 관한 다양한 법률을 통과시켰으며, 이는 모두 데이터 주권의 척도를 반영한다. 100개가 넘는 국가에서 일종의 데이터 주권법이 시행되고 있다. 자기주권 신원(SSI)을 사용하면 개인 신원 보유자는 자신의 자격 증명을 완전히 생성하고 제어할 수 있지만 해당 패러다임에서는 국가가 여전히 디지털 신원을 발급할 수 있다.

## 같이 보기
- 컴퓨터 보안
- 데이터 거버넌스
- 기술법
- 프라이버시
- 프라이버시 법